# Тур МіГ-29 ВПС України до США та Канади 1992 року

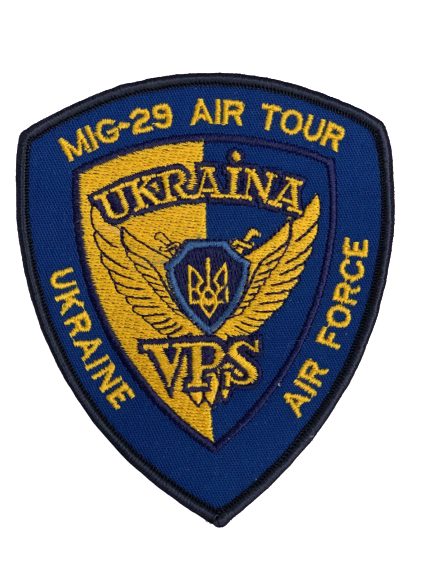
Шеврон учасників демонстраційної команди.

Тур МіГ-29 ВПС України до США та Канади 1992 року — демонстраційне турне ВПС України Північною Америкою з 8 травня до 5 листопада 1992 року, під час якого провели понад 30 виступів із практичними польотами, загальний наліт становив 103 години, було виконано 207 польотів на літаках МіГ-29 і МіГ-29УБ. Цей тур був присвячений Першій річниці Незалежності України та 100-річчю української діаспори у Канаді. Основною задачею було репрезентувати громадянам Сполучених Штатів і Канади нову Україну.

## Історія
Ідея запросити пілотів ВПС незалежної України для участі в авіашоу належала фанатам авіації — керівникам Українського летунського клубу в Канаді Михайлові Бієну і Тарасові Татарину. Участь у авіашоу, з самого початку планувалось, що це буде не одиничний виступ, а ціле турне по різних містах протягом тривалого часу, що передбачало значні фінансові витрати. Тільки за умови, що українські пілоти могли вразити американців і канадців своїм виконанням фігур вищого пілотажу, був можливий фінансовий успіх всього турне. Залучення спонсорів до проведення турне було однією з необхідних вимог, тому що Український летунський клуб не міг фінансово забезпечити виступи військових льотчиків з України.
Одним із перших майстерність льотчиків оцінив начальник штабу ВПС США генерал Маріел Мак Пік. 11 жовтня 1991 року, під час візиту в Україну, він відвідав авіаційні частини, що дислокувалися у Старокостянтинівському авіагарнізоні. Там спеціально для членів американської військової делегації продемонстрували повітряний бій між парами винищувачів Су-27 і МіГ-29.
За кілька місяців після проголошення незалежності в Україну прибули представники української діаспори, серед яких — Тарас Татарин та Ярослав Семчишин, які звернулися до керівництва Міністерства оборони України з пропозицією організувати і провести виступи українських пілотів у містах Північної Америки. Для підтвердження серйозності намірів організаторів турне разом із представниками діаспори в Україну прибув і спонсор виступів українських військових льотчиків у Північній Америці американський бізнесмен Кліффорд Філдс.
У Міністерстві оборони України ідею авіатурне, метою якого була пропаганда незалежної України, зустріли схвально. Очолював його генерал-полковник Костянтин Морозов, військовий авіатор, у недавньому минулому — командувач 17-ї повітряної армії.

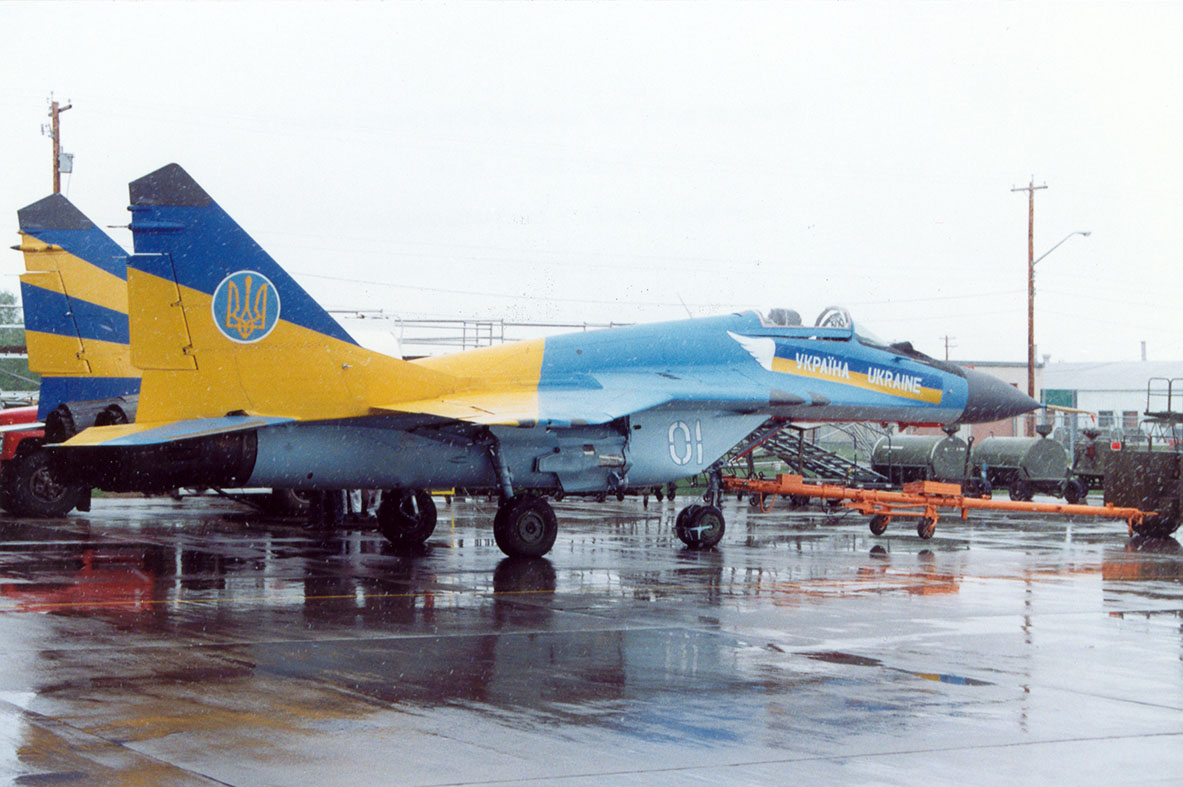
Бойовий літак ВПС України МіГ-29, який брав участь в Міжнародному показі льотної майстерності в Канаді у травні 1992 року. Едмонтон.

Угода між Міністерством оборони України і Кліффордом Філдсом стала початком цієї роботи. З осені 1991-го до квітня 1992 року відбувся цілий комплекс підготовчих заходів. Були узгоджені формат виступів українських військових льотчиків: типи і кількість літаків, кількість пілотів та обслуговуючого персоналу, міста й авіашоу, у яких братимуть учать українські учасники авіатурне. Досягнуті домовленості з Міністерством оборони США і Канади про дозвіл військовим літакам України здійснювати польоти над територією цих країн і обумовлений порядок їх виконання. Уточнені питання фінансування турне. Канадська сторона зобов'язалась організувати повне матеріально-технічне забезпечення перебування української делегації в Північній Америці.
4 квітня 1992 року Міністр оборони України генерал-полковник Костянтин Морозов підписав наказ № 47 «Про організацію і підготовку національної команди ВПС України до участі в авіашоу, які будуть проводитися в травні-вересні 1992 року в Канаді і США». У ньому, зокрема, зазначалося: «У травні-вересні 1992 року в 20 містах США і Канади буде проведено міжнародне авіашоу, для участі в якому запрошені національні команди з багатьох країн. Аналогічне запрошення отримала й Україна».
Міністр оборони поставив конкретні завдання посадовим особам щодо підготовки до участі в турне. Керівником призначено Командувача ВПС України генерал-лейтенанта авіації Валерія Васильєва. Підготовкою команди, її всебічним забезпеченням займався генерал-майор Ярослав Скалько — перший заступник Командувача ВПС України.
Було вирішено, що Україну в небі Північної Америки будуть представляти льотчики-винищувачі на літаках МіГ-29, адже технічні характеристики даного літака дозволяли виконувати багато фігур вищого пілотажу, які могли повторити лише обмежена кількість типів закордонних літаків. Їх показ на авіашоу привернув би увагу глядачів і до літаків, і до держави, яку вони представляли.
Фахівці Львівського авіаремонтного заводу у стислі терміни розробили варіант зовнішнього вигляду літаків. Була поставлено задача, щоб кожен, хто бачить літак в повітрі чи на землі, повинен зрозуміти, що це бойова машина незалежної України. Вперше на килях МіГ-29 був зображений малий герб України — Тризуб.

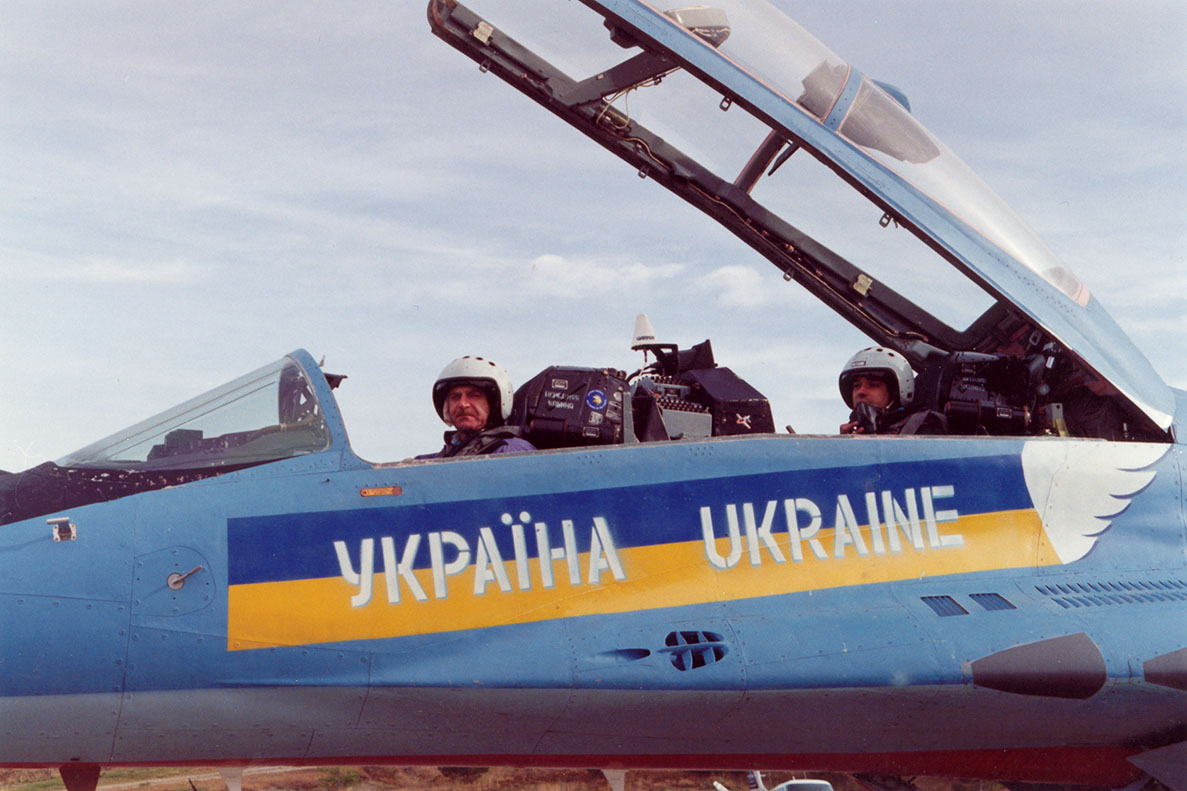
МіГ-29 перед авіаушоу в Скрентоні у 1992 році.

Однією з проблем, стала відсутність в Україні всіх необхідних перехідників для заправки літаків рідинами, пальним, газами, енергопостачанням. Проблему перехідників довелося вирішувати вже в Канаді. Один із техніків із української команди став до токарного верстата і протягом години сам виточив усі необхідні деталі, зекономивши організаторам турне значну суму і час, необхідний на замовлення цих пристосувань у відповідних канадських фірмах.
Для участі у турне, пілоти повинні були володіти технікою пілотування фронтового винищувача МіГ-29 на рівні льотчика І класу. Також вони повинні були виконувати всі фігури вищого пілотажу, які зазвичай не виконують у процесі бойової підготовки, але їх необхідно було демонструвати під час авіашоу. Техніки — фахівці, які мали кілька спеціалізацій, глибокі знання у своїй галузі, які б дозволяли самостійно приймати рішення щодо розв'язання проблем, що могли б виникнути під час турне. Також, всі повинні були вільно володіти українською мовою.
Очолив групу, що представляла Україну на авіашоу в містах Північної Америки, генерал-майор Ярослав Скалько — перший заступник Командувача Військово-Повітряних Сил.
До складу групи пілотів, яким була надана честь вперше представити світу Україну, увійшли заступник начальника Державного авіаційного випробувального центру з льотної підготовки Герой СРСР полковник Володимир Кондауров, під час турне його у зв'язку із хворобою змінив начальник льотно-випробувального комплексу ДАНВЦ полковник Віктор Россошанський, інспектор повітряної армії полковник Микола Коваль, який на час турне був призначений старшим делегації, командир авіаескадрильї підполковник Олександр Головань і заступник командира авіаполку підполковник Валерій Солошенко.
Групу технічного забезпечення очолив заступник командира винищувальної авіаційної дивізії з озброєння полковник Анатолій Сущевський.

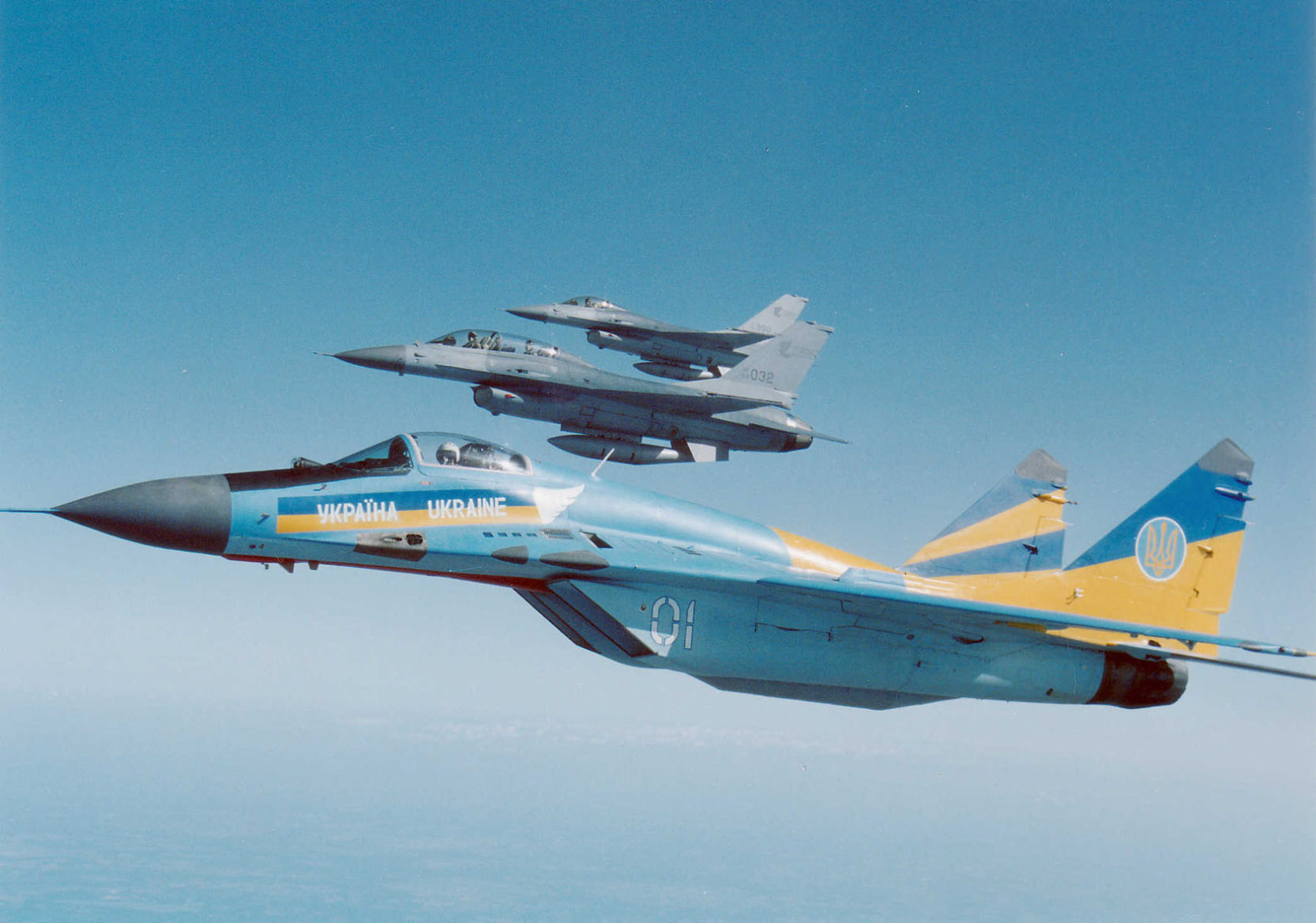
МіГ-29 у польоті з F-16.

8 травня 1992 року, після декількох тижнів спеціальної підготовки, зі Стрийського аеродрому визначена команда разом з двома частково розібраними літаками МіГ-29 вилетіла на борту Ан-124 «Руслан» до Канади.
Зустрічали гостей з України на авіабазі біля міста Едмонта. Представники діаспори привітали делегатів незалежної України. Серед перших, хто привітав авіаторів, були керівники канадських ВПС. Українську делегацію особисто зустрічав і постійно опікувався нею начальник штабу ВПС Канади генерал Зорян Попович, українець за походженням.
Виступи пілотів ВПС України вразили і простих глядачів і фахівців. Чи не кожна з газет, що розповідали про авіашоу в США і Канаді, на перших сторінках обов'язково розміщувала фото літаків чи українських пілотів. Авіаторів ВПС України, як правило, завершували програму авішоу, були фінальним акордом кожного показу.
За час перебування на території Північної Америки українські пілоти провели понад 30 виступів із практичними польотами, загальний наліт становив 103 години, було виконано 207 польотів на літаках МіГ-29 і МіГ-29УБ. За час перебування в Північній Америці українські пілоти провели більше 30 виступів в 20 містах, зокрема в Канаді: Едмонтон, Віндзор, Чатман, Лондон, Абботсфорд, Трентон, Альберта; США: Оклахома-Сіті (Оклахома), Сент-Луїс (Міссурі), Скрентон (Пенсільванія), Рокфорд (Ілліноїса), Майнот (Північна Дакота), Спокан (Вашингтон), Колумбус (Огайо), Лінкольн (Небраска), Солт Лейк Сіті (Юта), Мохаве (Каліфорнія). Загальний наліт склав 103 години.
4 листопада 1992 Українська делегація на Ан-124 повернулася в Україну.
Схвальну оцінку отримали виступи українських льотчиків і від організаторів авіашоу у різних містах Північної Америки. Про це свідчили численні звернення до пілотів, керівника делегації ВПС України генерал-майора Ярослава Скалька, Міністра оборони України генерал-полковника Костянтина Морозова з пропозиціями щодо проведення у наступному, 1993 році подібного турне в Сполучених Штатах Америки, Канаді, інших країнах світу та участі української команди в найпрестижніших аерошоу, що проводилися в країнах — визнаних лідерах світового
авіабудування.
Проте відсутність єдиної думки представників різних державних структур України стосовно свого конкретного внеску в зміцнення міжнародного престижу держави, бажання отримати матеріальні вигоди замість утвердження іміджу України як могутньої авіаційної держави і, в решті-решт, відсутність у бюджеті Міністерства оборони України відповідних коштів на організацію і підготовку нового турне не дозволили повторити успіх у 1993 році.

## Галерея

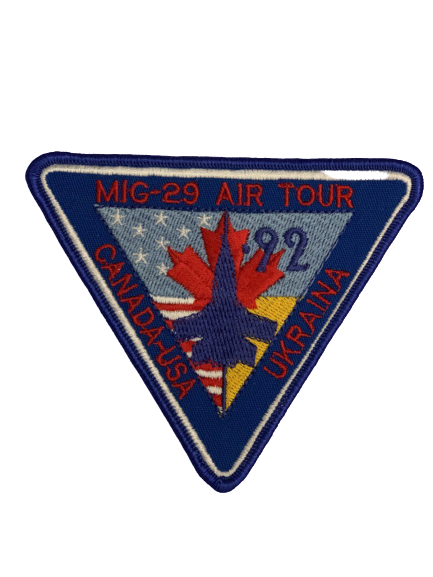
Нарукавний знак делегатів туру МіГ-29 ВПС України до США та Канади 1992 рік
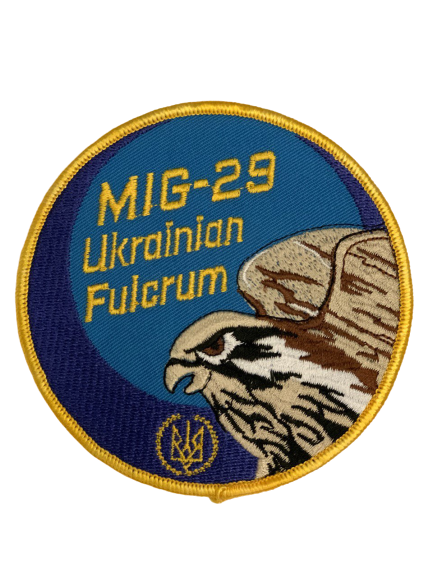
Нарукавна нашивка "Українських Соколів" під час туру 1992 року
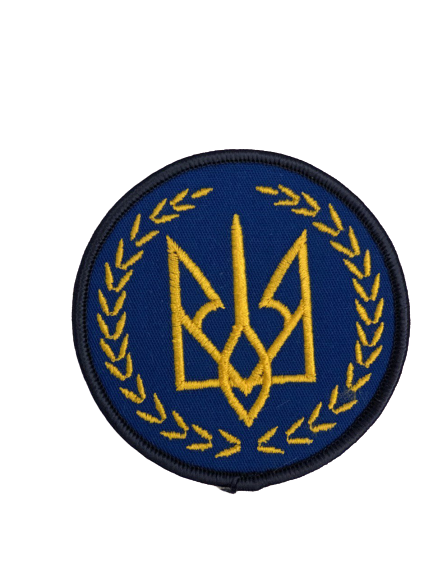
Нашивка тризуб учасників делегації
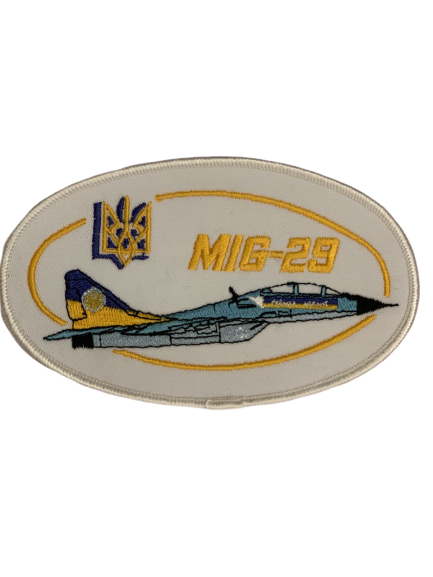
Нашивка учасників делегації
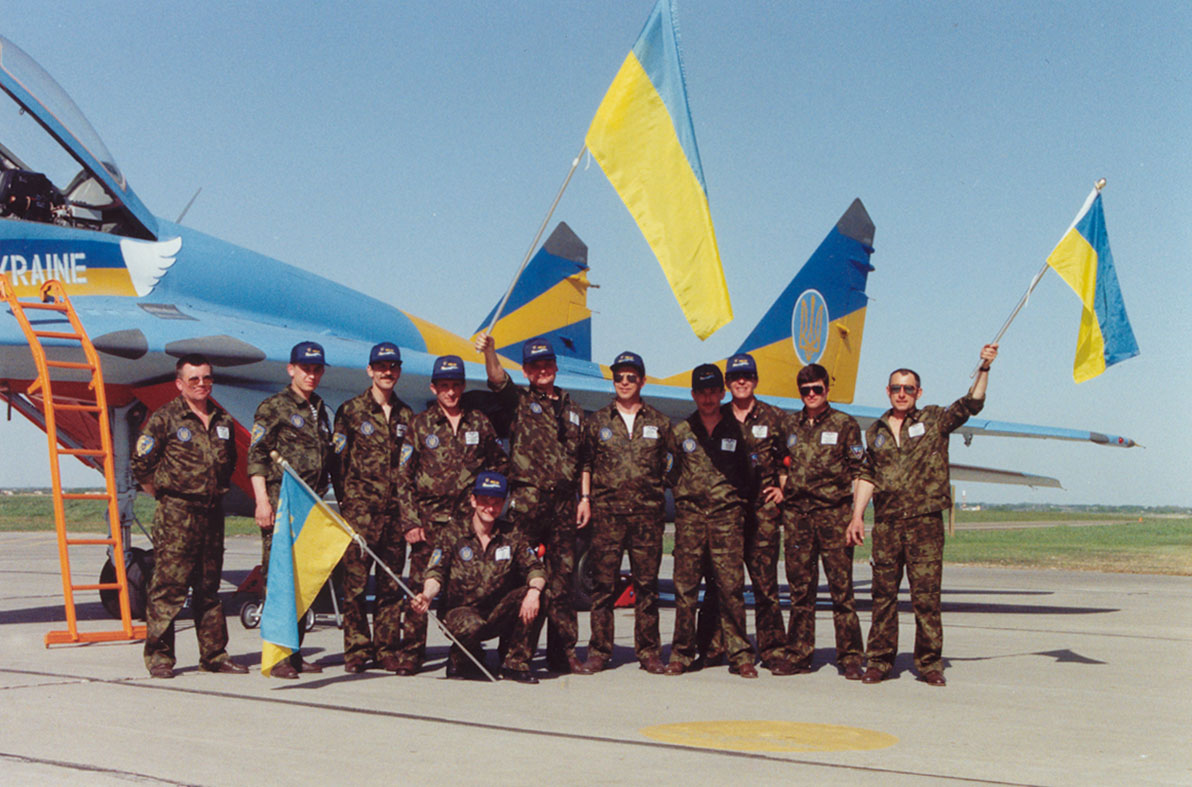
15 липня 1992 року. Представники України демонструють державний прапор в США після завершення авіашоу в Рокфорді, Іллінойс.

## Відео
- Тур МіГ-29 ВПС України до США та Канади 1992 року